# سنوژاتی
سنوژاتی (به چکی: Senožaty) یک منطقهٔ مسکونی در جمهوری چک است که در ناحیه پلهریموو واقع شده‌است. سنوژاتی ۱۸٫۱۷ کیلومتر مربع مساحت و ۷۲۵ نفر جمعیت دارد و ۴۶۳ متر بالاتر از سطح دریا واقع شده‌است.